# فهرست فرودگاه‌های ساموآ

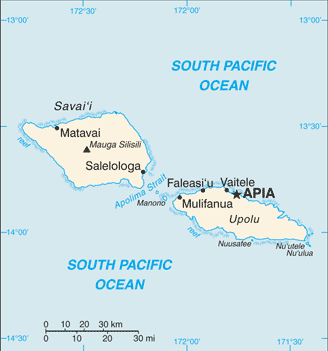
نقشهٔ ساموآ

این مقاله شامل فهرست فرودگاه‌های ساموآ است که بر پایهٔ مکان قرارگیری آن‌ها مرتب شده است.

## فرودگاه‌ها
| مکان           | Island  | ایکائو | یاتا | نام فرودگاه                            |
| -------------- | ------- | ------ | ---- | -------------------------------------- |
| آپیا           | Upolu   | NSFA   | APW  | فرودگاه بین‌المللی فالئولو              |
| Asau           | Savaiʻi | NSAU   | AAU  | فرودگاه اساو                           |
| فرودگاه فاگالی | Upolu   | NSFI   | FGI  | فرودگاه فاگالی (Reopened 01 July 2009) |
| Lalomalava     | Savaiʻi |        | LAV  | Lalomalava Airport                     |
| Salelologa     | Savaiʻi | NSMA   | MXS  | فرودگاه ماوتا (Salelologa Airport)     |